# Saprinus dahlgreni
Saprinus dahlgreni är en skalbaggsart som beskrevs av Vienna 1996. Saprinus dahlgreni ingår i släktet Saprinus och familjen stumpbaggar. Inga underarter finns listade i Catalogue of Life.